# Компиляторы: принципы, технологии и инструменты
«Компиляторы: принципы, технологии и инструменты» — классический учебник по теории построения компиляторов под авторством Альфреда В. Ахо, Рави Сетхи и Джеффри Д. Ульмана, известный также как «Книга дракона» (так как на обложке изображены дракон и рыцарь). Иногда его называют «книгой красного дракона», в отличие от «книги зелёного дракона» — предыдущей книги Ахо и Ульмана, носящей название «Принципы построения компиляторов» (1977), на обложке которой был изображён зелёный дракон.
В книге широко освещаются лексический, синтаксический и семантический анализ, вопросы генерации и оптимизации кода, а также проверка типов. Все теоретические понятия сопровождаются большим количеством примеров кода, начиная с простейшего однопроходного компилятора до всё более и более сложных конструкций.
Также в ней содержится описание использования генераторов лексических анализаторов (Lex), синтаксических анализаторов (yacc) и текстового препроцессора EQN, даётся хорошее описание использования и создания хеш-функций.
На основе этой книги авторы преподавали как вводный, так и основной курсы для студентов и аспирантов AT&T Bell Laboratories, Колумбийского, Принстонского и Станфордского университетов.
- Английское издание: Aho, Sethi, Ullman, Compilers: Principles, Techniques, and Tools, Addison-Wesley, 1986. ISBN 0-201-10088-6
- Русское издание: Альфред Ахо, Рави Сети, Джеффри Ульман. Компиляторы. Принципы, технологии, инструменты. Издательство Вильямс, 2001. ISBN 5-8459-0189-8

## Второе издание
Новое (второе) английское издание книги, исправленное и дополненное, вышло в августе 2006 года; русское — в 2008 году. Добавлено несколько новых глав, в том числе имеется пример законченной начальной стадии компилятора на языке Java. Значительно расширено описание методов оптимизации кода.
Продолжая традицию предшественников, на обложке второго издания книги также изображены рыцарь и дракон. Это издание неофициально известно как «пурпурный дракон». Четвёртым соавтором стала Моника Лам.